# Артигас, Жоан Гарди
Жоан Гарди Артигас (кат. Joan Gardy Artigas), настоящее имя Жоан Льоренс-и-Гарди (Joan Llorens i Gardy) — каталанский керамик, художник и соавтор Жоана Миро.

## Биография
Жоан Льоренс-и-Гарди родился 18 июня 1938 года в Булонь-Бийанкуре, его отцом был Жозеп Льоренс Артигас, который сотрудничал с Жоаном Миро и Пабло Пикассо. Жоан Гарди работал с Миро со времён своего юношества, и выучился на керамиста в Школе изящных искусств Парижа, где встретил швейцарского скульптора Альберто Джакометти. Артигас основал собственную студию и по совету Джакометти сосредоточился на скульптуре, и его опыт использовали кубисты Жорж Брак и Марк Шагал. Когда отец Артигаса вышел на пенсию, Миро предложил Жоану продолжить сотрудничество.
Артигас создал 7200 плиток для Стены Миро и работал над созданным Миро изображением. Используя масштабированную модель, он отметил место для каждой детали размером 20 на 36 сантиметров. Работа была завершена в 1979 году, и на ней стоят подписи обоих художников. Подпись Артигаса датирована 1979 годом.
Артигас работал с Миро на протяжении 20 лет, создавая мозаики различных размеров, в том числе для ЮНЕСКО, IBM и Дворца конгрессов в Мадриде. Артигас также создавал совместно с Миро скульптуру «Женщина и птица». Эта работа напоминает работы Гауди.
В 1982 году Антони Тапиес получил золотую медаль Каталонии за мозаику в городе Сант-Бой-де-Льобрегат; Артигас делал керамику для этого объекта.
Артигас также работал самостоятельно и был награждён своей первой сольной выставкой в Америке в 1982 году. Он был приглашённым художником в двух американских университетах и основал фонд для прославления работ своего отца.
Гарди Артигас входит в состав правления Фонда Жоана Миро в Барселоне.